# Урал-100
Урал-100 — один из старейших клубов любителей бега России, объединяет любителей бега по шоссе, кросса и горного бега Екатеринбурга и Свердловской области. Клуб является двукратным победителем заочного соревнования клубов любителей бега России и ближнего зарубежья (КЛБМатча). Многие члены клуба достигали выдающихся успехов в международных и российских соревнованиях по марафону и ультрамарафону.

## История
Клуб любителей бега «Урал-100» был организован и зарегистрирован в федерации легкой атлетики мастером спорта СССР, ветераном Великой Отечественной войны Виктором Александровичем Дутовым в ноябре 1969 года. Основной деятельностью клуба стала организация коллективных тренировок и массовых пробегов. Клубом было проведено несколько многодневных пробегов-эстафет (Свердловск — Брест, Москва — Свердловск, Свердловск — Новосибирск и другие). По примеру Урал-100 в Свердловской области было организовано множество клубов любителей бега. Виктор Александрович активно занимался бегом и руководил клубом до самой смерти в 1999 году.
С 2010 г по настоящий год УРАЛ-100 принимает участие во Всероссийском КлубЛюбителейБега Матч. С 2013-2020 гг УРАЛ-100 постоянный призёр КЛБматча. 
В 2012-2014 гг участники Клуба стали активней включаться в проведение спортивных массовых мероприятий города и области. Уралсоточники не только бегут на "Вечерний Екатеринбург", "Весна Победы" и др, и помогают в организации марафона памяти Дутова В.А . Делают марафон привлекательнее для всех жителей области и привлекая спонсоров. 
В 2014 году участники Клуба УРАЛ-100 разрабатывают индивидуальную символику и форму с эмблемой УРАЛ-100.
Уже в новой собственной форме Клуб УРАЛ-100 в составе: Игорь Захарченко, Алексей Никоноров,  Сергей Петряев, Роман Понамарев, Вячеслав Орлов, Иннокентий Давыдов, Сергей Колягин, Виктория Крашенинникова принимают участие и занимают призовое место в эстафете 100 км на Самопреодоление в г. Челябинск.
В ноябре 2014 года Клубу исполняется 45 лет. Активисты клуба проводят полномасштабный праздник. Начинается 45-летие УРАЛ-100 с митинга и массового старта на 45 минут. На торжественной части УРАЛ-100 клуб поздравляет мэр города. Участники получают памятные медали "УРАЛ-100" 45 лет. Проводятся конкурсы и концерт.
Вот что говорит про это председатель Уральского отделения Ассоциации бега России, председатель Свердловского областного Совета любителей бега Э.М. Хасанов (нынешний президент клуба) : «Радует активность членов клуба в последние три-четыре года, честь клуба защищают не только на областных или региональных соревнованиях, но и на соревнованиях международного уровня. На сегодняшний день мы имеем свою символику и фирменную форму, это тоже дает большое продвижение клуба и формирование единой команды. На месте не стоим!»
В 2015 г для принятия официального статуса активом Клуба бега УРАЛ-100 проводится работа по регистрации некоммерческой организации Свердловская региональная общественная организация "Клуб бега "УРАЛ-100". Создается сайт.
История дорабатывается.
В настоящее время клуб продолжает деятельность по организации пробегов и популяризации бега. Регулярно организуются коллективные тренировки, автобусные выезды на марафоны областного значения, а также поездки на крупные российские и зарубежные марафоны.

## Пробеги, проводимые клубом
- РОЖДЕСТВЕНСКИЙ полумарафон У Ганиной ямы
- Полумарафон «Гонец Весны» (набережная городского пруда Екатеринбурга)
- Фестиваль бега "ОЛЕНЬИ РУЧЬИ"
- Четырёхэтапный зимний гандикап в Первоуральске
- Полумарафон ШАРТАШ (Екатеринбург)
- Командные соревнования «Беговая карусель»
- Семейные старты КЛБ «Урал-100» в ЦПКиО им. Маяковского (Екатеринбург)
- Летний полумарафон-гандикап по набережной реки Исеть (Екатеринбург)

## Известные члены клуба
- Игорь Бурков — мастер спорта СССР, полный кавалер Ордена Трудовой Славы, почётный гражданин Екатеринбурга.
- Олег Харитонов — заслуженный мастер спорта, победитель сверхмарафона The Comrades, чемпион Европы в беге на 100 км, обладатель мирового рекорда на дистанции в 100 миль.
- Олег Кульков — МСМК, участник Олимпийских игр в Пекине.
- Борис Кавешников — МСМК, чемпион России в беге на 800 метров, участник Олимпийских игр в Атланте.
- Леонид Крупский — МСМК, рекордсмен России в 12-часовом беге.
- Андрей Казанцев — МСМК, чемпион России в суточном беге.
- Игорь Хавлин — мастер спорта, участник Паралимпийских игр в Лондоне.
- Эрик Хасанов — председатель Уральского отделения Ассоциации бега России, председатель Свердловского областного Совета любителей бега, победитель нескольких российских ультрамарафонов.